# Karl Terkal
Karl Terkal (* 7. Oktober 1919 in Wien; † 12. August 1996 ebenda) war ein österreichischer Opernsänger (Tenor).

## Leben
Er lernte das Kunst- und Möbeltischlerhandwerk und arbeitete bis 1939 bzw. nach dem Kriegsdienst bis 1949 in seinem Beruf. Er nahm Gesangsunterricht und seine erste Rolle war 1950 Don Ottavio am Grazer Stadttheater. Dann kam er 1952 an die Wiener Staatsoper, der er 40 Jahre angehörte. Dort sang er u. a. 221-mal den Wirt im Rosenkavalier.
Er sang auch bei den Salzburger Festspielen und bei den Bregenzer Festspielen und als Opernsänger hatte er große Erfolge an der Wiener Volksoper. Seine besten Leistungen erzielte er mit der strahlenden Tenorstimme im lyrischen Fach mit Partien in Opern von Giacomo Puccini, Giuseppe Verdi, Wolfgang Amadeus Mozart und Richard Strauss.

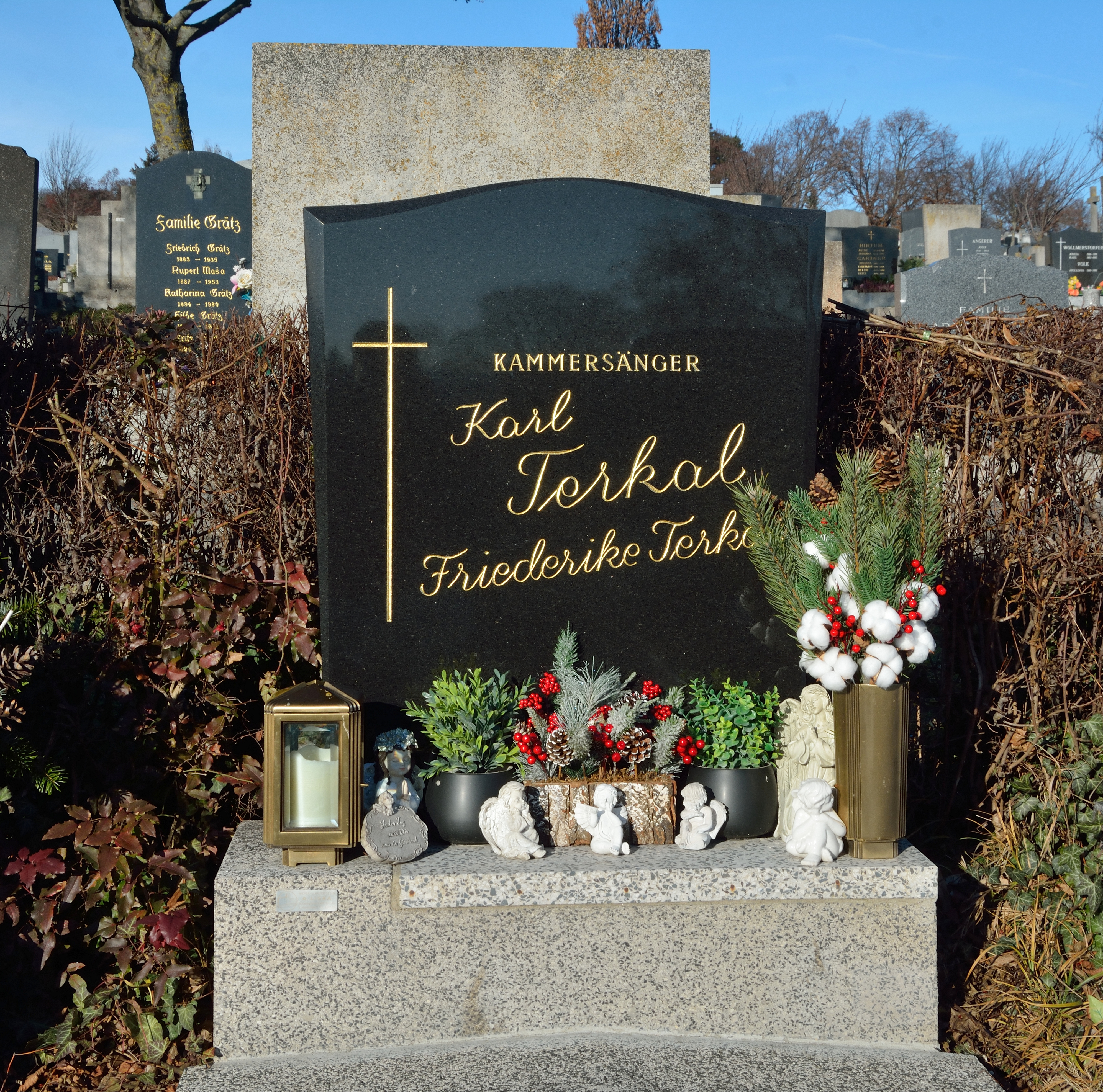
Grabstätte von Karl Terkal

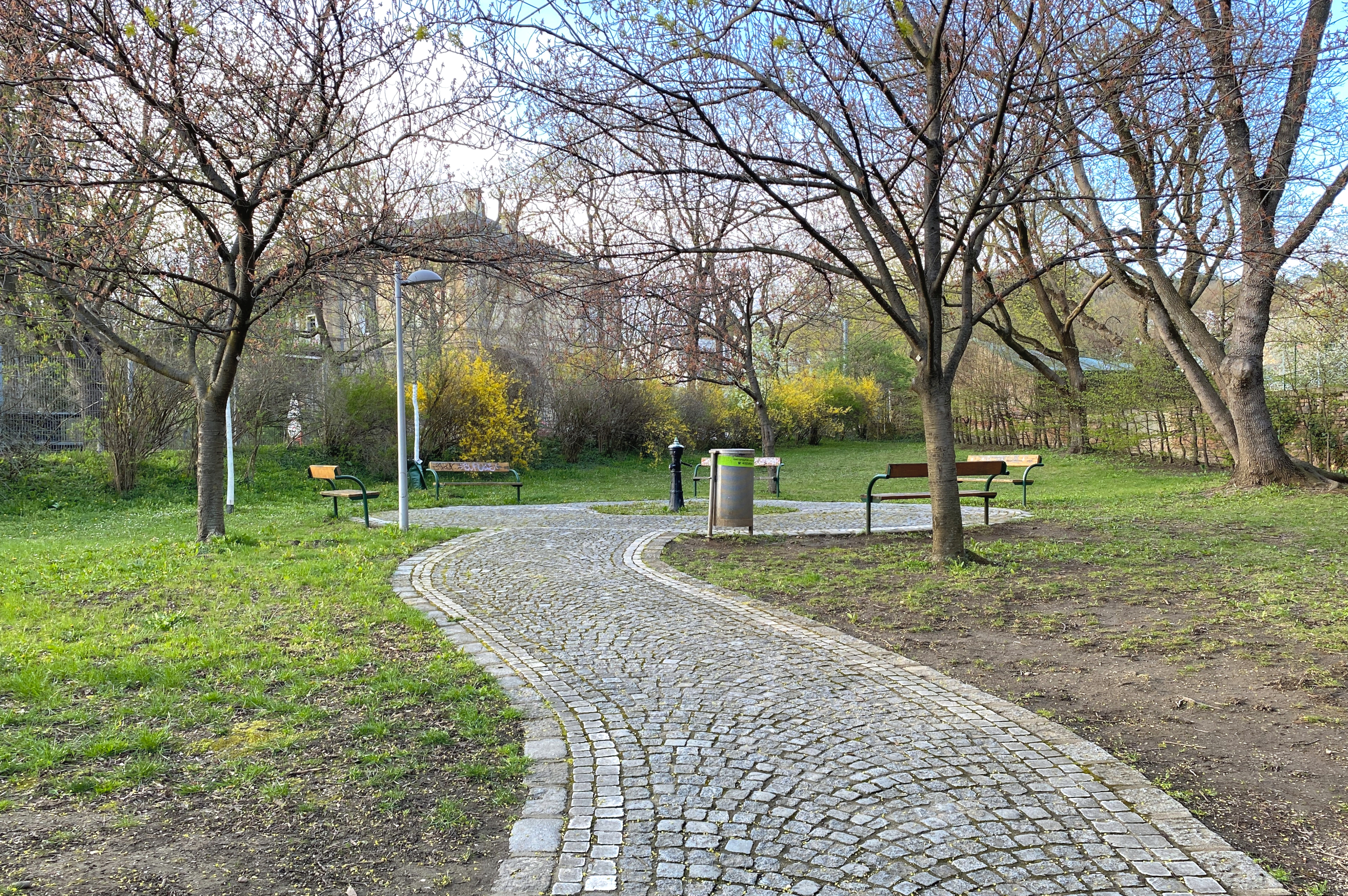
Der 2001 nach Terkal benannte Park im 14. Wiener Gemeindebezirk Penzing

Seine historische Grabstelle befindet sich auf dem Baumgartner Friedhof in Wien (Gruppe E, Nummer 59).

## Auszeichnungen
- 1969: Kammersänger der Wiener Staatsoper
- 1971: Die orangefarbene Duftrose Kammersänger Terkal wird nach ihm benannt
- 1984: Ehrenmitglied der Wiener Staatsoper
- 1990: Ehrenmedaille der Bundeshauptstadt Wien in Gold
- 2002: Eine 950 m² große Parkanlage in Wien 14., Linzer Straße 426 (nächst der Hütteldorfer Pfarrkirche bei der Endstation der Straßenbahnlinie 49) wurde Karl-Terkal-Park benannt

## Ausstellungen
- 2009 und 2011: Bezirksmuseum Währing Gedenkausstellung Karl Terkal